# غبير الأول (عنافجة)
غبير الأول (بالفارسية: گبیر یک) هي قرية وتقع في إيران في قسم عنافجة الريفي. يقدر عدد سكانها بـ 1,776 نسمة .